# Olympische Winterspiele 1948/Teilnehmer (Finnland)
| Gelbes Symbol für Goldmedaillen mit stilisierten Olympischen Ringen | Graues Symbol für Silbermedaillen mit stilisierten Olympischen Ringen | Braundes Symbol für Bronzemedaillen mit stilisierten Olympischen Ringen |
| ------------------------------------------------------------------- | --------------------------------------------------------------------- | ----------------------------------------------------------------------- |
| 1                                                                   | 3                                                                     | 2                                                                       |

Finnland nahm an den V. Olympischen Winterspielen 1948 in St. Moritz mit einer Delegation von 24 Athleten teil.
| Männliche Teilnehmer aus Finnland | Männliche Teilnehmer aus Finnland                           | Männliche Teilnehmer aus Finnland | Männliche Teilnehmer aus Finnland | Männliche Teilnehmer aus Finnland |
| Sportart                          | Sportler                                                    | Disziplin                         | Platz                             | Bemerkung                         |
| --------------------------------- | ----------------------------------------------------------- | --------------------------------- | --------------------------------- | --------------------------------- |
| Eisschnelllauf                    | Kalevi Laitinen                                             | 500 m                             | 17                                |                                   |
| Eisschnelllauf                    | Kalevi Laitinen                                             | 1500 m                            | 7                                 |                                   |
| Eisschnelllauf                    | Kalevi Laitinen                                             | 5000 m                            | 15                                |                                   |
| Eisschnelllauf                    | Kalevi Laitinen                                             | 10.000 m                          | dnf                               |                                   |
| Eisschnelllauf                    | Pentti Lammio                                               | 1500 m                            | 21                                |                                   |
| Eisschnelllauf                    | Pentti Lammio                                               | 5000 m                            | 8                                 |                                   |
| Eisschnelllauf                    | Pentti Lammio                                               | 10.000 m                          | Bronze                            |                                   |
| Eisschnelllauf                    | Keijo Lehdikkö                                              | 500 m                             | 13                                |                                   |
| Eisschnelllauf                    | Antero Ojala                                                | 500 m                             | 14                                |                                   |
| Eisschnelllauf                    | Antero Ojala                                                | 1500 m                            | 12                                |                                   |
| Eisschnelllauf                    | Antero Ojala                                                | 5000 m                            | 26                                |                                   |
| Eisschnelllauf                    | Lassi Parkkinen                                             | 500 m                             | 16                                |                                   |
| Eisschnelllauf                    | Lassi Parkkinen                                             | 1500 m                            | 4                                 |                                   |
| Eisschnelllauf                    | Lassi Parkkinen                                             | 5000 m                            | 9                                 |                                   |
| Eisschnelllauf                    | Lassi Parkkinen                                             | 10.000 m                          | Silber                            |                                   |
| Ski Alpin                         | Pentti Alonen                                               | Abfahrt                           | 39                                |                                   |
| Ski Alpin                         | Pentti Alonen                                               | Kombination                       | 28                                |                                   |
| Ski Alpin                         | Pentti Alonen                                               | Slalom                            | 32                                |                                   |
| Ski Alpin                         | Aimo Vartiainen                                             | Abfahrt                           | 53                                |                                   |
| Ski Alpin                         | Aimo Vartiainen                                             | Kombination                       | dq                                |                                   |
| Ski Alpin                         | Aimo Vartiainen                                             | Slalom                            | 21                                |                                   |
| Ski Nordisch                      | Lauri Silvennoinen Teuvo Laukkanen Sauli Rytky August Kiuru | 4 × 10 km Langlauf                | Silber                            |                                   |
| Ski Nordisch                      | Heikki Hasu                                                 | 18-km-Langlauf                    | 4                                 |                                   |
| Ski Nordisch                      | Heikki Hasu                                                 | Nordische Kombination             | Gold                              |                                   |
| Ski Nordisch                      | Martti Huhtala                                              | 18-km-Langlauf                    | 10                                |                                   |
| Ski Nordisch                      | Martti Huhtala                                              | Nordische Kombination             | Silber                            |                                   |
| Ski Nordisch                      | August Kiuru                                                | 18-km-Langlauf                    | 7                                 |                                   |
| Ski Nordisch                      | Pekka Kuvaja                                                | 50-km-Langlauf                    | 7                                 |                                   |
| Ski Nordisch                      | Leo Laakso                                                  | Spezialsprunglauf                 | 6                                 |                                   |
| Ski Nordisch                      | Teuvo Laukkanen                                             | 18-km-Langlauf                    | 8                                 |                                   |
| Ski Nordisch                      | Aatto Pietikäinen                                           | Spezialsprunglauf                 | 8                                 |                                   |
| Ski Nordisch                      | Matti Pietikäinen                                           | Spezialsprunglauf                 | 4                                 |                                   |
| Ski Nordisch                      | Erkki Rajala                                                | Spezialsprunglauf                 | dnf                               |                                   |
| Ski Nordisch                      | Eero Rautiola                                               | 18-km-Langlauf                    | 12                                |                                   |
| Ski Nordisch                      | Sauli Rytky                                                 | 18-km-Langlauf                    | 6                                 |                                   |
| Ski Nordisch                      | Pauli Salonen                                               | 18-km-Langlauf                    | 24                                |                                   |
| Ski Nordisch                      | Pauli Salonen                                               | Nordische Kombination             | 7                                 |                                   |
| Ski Nordisch                      | Martti Sipilä                                               | 50-km-Langlauf                    | dnf                               |                                   |
| Ski Nordisch                      | Olavi Sihvonen                                              | 18-km-Langlauf                    | 23                                |                                   |
| Ski Nordisch                      | Olavi Sihvonen                                              | Nordische Kombination             | 5                                 |                                   |
| Ski Nordisch                      | Benjamin Vanninen                                           | 50-km-Langlauf                    | Bronze                            |                                   |
| Ski Nordisch                      | Pekka Vanninen                                              | 50-km-Langlauf                    | 4                                 |                                   |